# Agnès Bihl

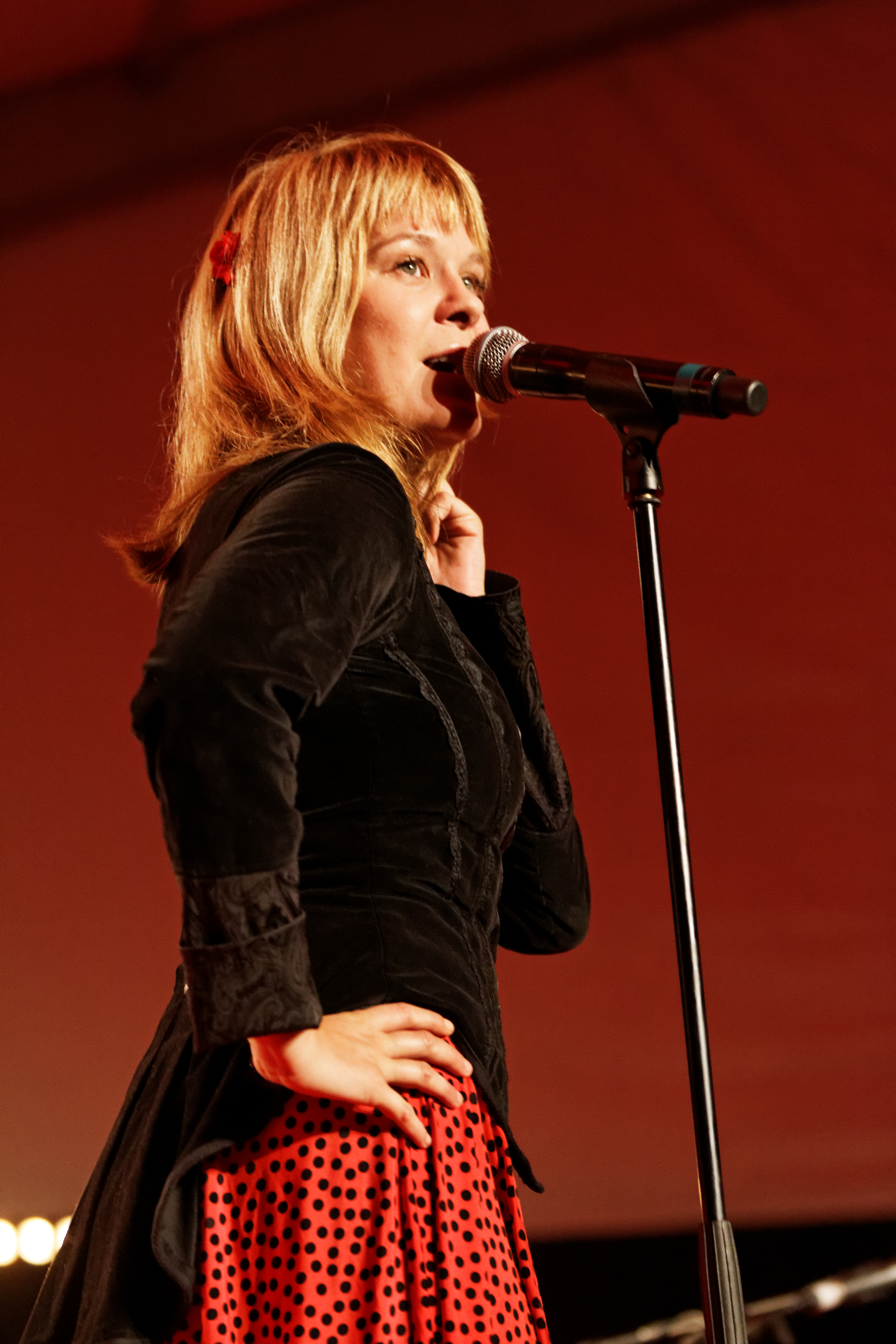
Agnès Bihl im Konzert auf der Agora-Bühne während des Humanity Festivals 2013.

Agnès Bihl (* 30. April 1974 in Neuilly-sur-Seine) ist eine französische Sängerin.

## Karriere
Geboren in einer Familie von Intellektuellen, mit einem Urgroßvater, der die französische Wochenzeitung L’Illustration gründete, und einer Großmutter, die Malerin war, interessierte sich Bihl als Kind für alle Kunstformen, einschließlich Schreiben und Theater. Als Studentin schrieb sie Geschichten, bis einer ihrer Freunde, ein Akkordeonist, ihre Berufung auslöste, indem er sie zu Allain Leprest ins Cabaret libertaire parisien brachte.
Inspiriert von Jacques Brel, Georges Brassens, Renaud Séchan und Anne Sylvestre, schätzt Agnès Bihl die Texte des französischen Songs. Sie singt die Realität aus der Sicht ihrer Welt und kombiniert Poesie, Komödie und Aktivismus. Sie beschreibt sich auf ihrer Website als „weibliche Renaud“. Als Feministin ist sie vitriolisch gegenüber Pro-Life-Protestierenden, kritisiert Personen, die sie „Schlampen“ nennt, und spricht einige schwierige Themen wie Vergewaltigung an.
Ihr Debüt gab sie 1998 in Limonaire, dann in kleinen Räumen, begleitet von vier Musikern (Klavier, Schlagzeug, Bass, Cello), wo sie entdeckt wurde. Danach luden Anne Sylvestre, Allain Leprest, Dikès und Thomas Fersen sie ein, ihre Shows vorzustellen. Ihr Debütalbum La Terre est blonde wurde im November 2001 veröffentlicht.
Ihr zweites Album, Merci Maman Merci Papa, wurde am 25. August 2005 veröffentlicht, und ihr drittes, Demandez le programme, am 9. November 2007.
Auf Einladung von Charles Aznavour begleitete sie ihn während seiner Tournee zwischen Oktober und Dezember 2007.
Im Jahr 2009 traf sie Dorothée Daniel, Pianistin und Komponistin, und Didier Grebot, Produzent/Regisseur, mit denen sie zwischen Juni und September 2009 ihr viertes Album Rêve Général(e) aufnahm. Das Album wurde am 1. Februar 2010 veröffentlicht.

## Diskographie
Studioalben:
- 2001: La Terre est blonde
- 2005: Merci Maman Merci Papa
- 2007: Demandez le programme
- 2009: Rêve Général(e)
- 2013: 36 heures de la vie d'une femme (parce que 24, c'est pas assez)
- 2015: Carré de Dames
- 2016: Tout fout l'camp

## Awards
- 2005: Grand Prix du Disque[1]
- 2006: Prix Félix-Leclerc (FrancoFolies de Montréal)[2]
- 2006: Prix Francis Lemarque